# 雷帕特里亞西翁
雷帕特里亞西翁（西班牙語：Repatriación），是巴拉圭的城鎮，位於該國東部，由卡瓜蘇省負責管轄，距離亞松森199公里，始建於1963年4月23日，面積1,012平方公里，2008年人口32,542。